# Зеликовский, Вадим Владимирович
Вадим Владимирович Зеликовский (род. 5 июля 1948, Одесса, СССР) — советский и германский писатель, драматург, поэт, сценарист и режиссёр.

## Биография
Родился в Одессе 5 июля 1948 года. Учился в одесской общеобразовательной школе № 39. С 1964 года принимает участие в литературном кружке в библиотеке им. Маяковского, на улице Греческой, рядом с ателье «Белая акация».
Окончил Ленинградский государственный институт театра, музыки и кинематографии (ЛГИТМиК) в 1972 году по специальности: режиссура театра, кино и телевидения. С 1991 живёт в Баден-Бадене, Германия.

## Театр
Автор более двадцати пьес.
- «Джейн», мюзикл по мотивам произведений С. Моэма, автор и режиссёр (Московский театр оперетты, 1999 г. Композитор А. Кремер, в главной роли Татьяна Шмыга).
- «Принцесса на горошине», в роли Принцессы — Нонна Гришаева, Диана Романенко, в роли Принца — Евгений Бубер, Геннадий Лернер

## Фильмография
Автор четырёх поставленных киносценариев:
- «Каникулы Петрова и Васечкина, обыкновенные и невероятные», «Одесская киностудия», «Гран-при» на фестивале т/ф в Хихоне 1984 г.
- «Наступило лето», «Одесская киностудия», «Гран-при» в Болгарии
- «Притча о дедах», «Одесская киностудия», автор сценария и режиссёр, «Гран-при» к\ф «Кино-марина»
- «Возвращение Эвридики», 4-серийный телевизионный худ. фильм, вышел под названием «Ты это я»

Автор более ста поставленных текстов песен:
- к\ф «Каникулы Петрова и Васечкина»,
- к\ф «Нужные люди»,
- к\ф «Непохожая»,
- м\ф «Пантелей и пугало», «Союзмультфильм»

## Кинематограф
- Одесская киностудия
- Киностудия им. Горького

## Телевидение
- Одесская телестудия
- Минская телестудия
- Центральное телевидение Гостелерадио СССР.
- Автор трёх сюжетов киножурнала Ералаш:
  - «Спящая красавица! Проснись!» (1983, 39 выпуск),
  - «Сколько будет 2+2» (1985, 48 выпуск),
  - «Замри» (1988, 67 выпуск)